# Sanna (Nordland)
Pour les articles homonymes, voir Sanna.
Sanna est le village de pêcheurs de l'île de  du comté de Nordland, en Norvège, située sur l'île  de Sanna. Elle fait partie de la kommune de Træna.